# The Pearl (album)
Pour les articles homonymes, voir Pearl.
Albums par Brian Eno
Music for Films Volume 2
(1984) Begegnungen
(1985)
Albums par Harold Budd
Abandoned Cities
(1984) Lovely Thunder
(1986)
The Pearl (1984) est un album de musique ambient de Brian Eno et Harold Budd.

## Titres
| 1. | Late October              | 4:38 |
| 2. | A Stream with Bright Fish | 3:54 |
| 3. | The Silver Ball           | 3:26 |
| 4. | Against the Sky           | 4:46 |
| 5. | Lost in the Humming Air   | 4:49 |

| 6.  | Dark-Eyed Sister | 4:36 |
| 7.  | Their Memories   | 2:54 |
| 8.  | The Pearl        | 3:07 |
| 9.  | Foreshadowed     | 3:54 |
| 10. | An Echo of Night | 2:22 |
| 11. | Still Return     | 4:11 |